# Тихон Аматунски
Свети Тихон Аматунски Чудотворац је хришћански светитељ и аскета. Рођен у Аматунту на Кипру. Чистота његовог живота и ревност према православљу препоручили су га да, након упокојења блаженог Мемнонија, буде изабран за епископа Аматунског. У то време још је било много нехришћана на Кипру и Свети Тихон их је апостолском ревношћу преобраћао у Христову веру. Чуда је чинио од ране младости. Отац му је био пекар. Кад год би га оставио самог у дућану, он је хлеб раздавао сиромасима.
Једном га отац прекори, и он се помоли Богу те се њихова житница напуни до врха. Други пут је посадио суви ластар од лозе, и он је озеленео и донео род.
Умро је око 425. године.
Православна црква прославља га 29. јуна.